# Municipio de Arcada
El municipio de Arcada (en inglés: Arcada Township) es un municipio ubicado en el condado de Gratiot en el estado estadounidense de Míchigan. En el año 2010 tenía una población de 1681 habitantes y una densidad poblacional de 20 personas por km².

## Geografía
El municipio de Arcada se encuentra ubicado en las coordenadas 43°19′54″N 84°40′35″O / 43.33167, -84.67639. Según la Oficina del Censo de los Estados Unidos, el municipio tiene una superficie total de 84.06 km², de la cual 83,31 km² corresponden a tierra firme y (0,89 %) 0,75 km² es agua.

## Demografía
Según el censo de 2010, había 1681 personas residiendo en el municipio de Arcada. La densidad de población era de 20 hab./km². De los 1681 habitantes, el municipio de Arcada estaba compuesto por el 96,25 % blancos, el 0,12 % eran afroamericanos, el 0,3 % eran amerindios, el 0,65 % eran asiáticos, el 1,49 % eran de otras razas y el 1,19 % eran de una mezcla de razas. Del total de la población el 6,07 % eran hispanos o latinos de cualquier raza.